# ロシア連邦道路R258
ロシア連邦道路 R258（ロシアれんぽうどうろR258、ロシア語: Федера́льная автомоби́льная доро́га Р258 «Байка́л»  2018年1月1日まではロシア連邦道路M55）または連邦道路バイカルは、ロシア連邦のイルクーツクとチタを結ぶロシア連邦道路である。イルクーツク州、ブリヤート共和国、ザバイカリエ地方を経由する。ロシア連邦道路R297「シベリア」の東方面の延長で、総距離は1113km。クルティクでロシア連邦道路A333、ウラン・ウデでロシア連邦道路A340と接続し、ともにモンゴル国へ向かう。アジアハイウェイ6号線の一部。

## 路線状況

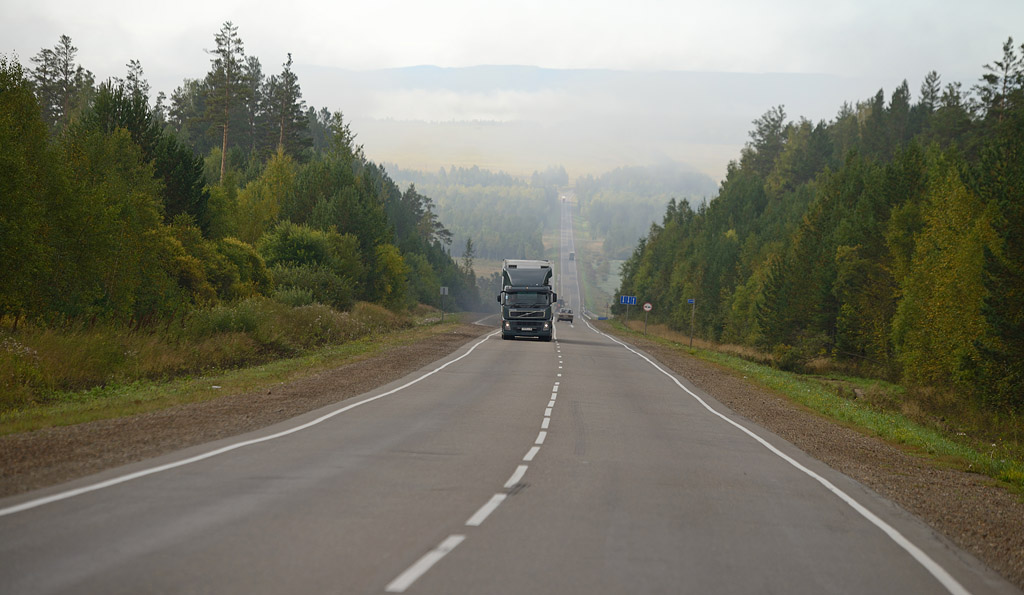

- 0km - イルクーツク
- 110km - スリュジャンカ
- 147km - バイカルスク（ロシア語版）
- 276km - バブシキン（ロシア語版）
- 447km - ウラン・ウデ
- 491km - タルバガタイ（ロシア語版）
- 652km - ペトロフスク‐ザバイカーリスキー（ロシア語版）
- 794km - ヒロック（ロシア語版）
- 1113km - チタ

道路は主に幅7mで、アスファルト舗装を施されているが一部コンクリート舗装や未舗装の部分もある。全線2車線で、急勾配や急カーブ、見通しが悪い区間などがいくつか存在し、運転する際に注意を必要とする。また、途中にかかる橋はすべて60トン以上の耐荷重量を持ち、トンネルは存在しない。沿線は大陸性の気候で冬は-24℃、夏は20℃に達する。

## 歴史
1970年にソビエト連邦共産党中央委員会によって極東、東シベリア、中央アジアにおける道路の再建が決議され、ソビエト連邦防衛省の管理のもとソビエト連邦軍が建設を行うこととなり、いくつかの道路工兵旅団がその任務に割り当てられた。建設の資金はロシア・ソビエト連邦社会主義共和国の設備投資によって賄われた。556kmはすでに舗装されており、残りの606kmの建設は以下の三つの区間に分けられ、1970年に工事が開始された。
- バイカリスク - ポソリスコエ（ロシア語版）　204.3km
- ムホルシビリ（ロシア語版） - グリンカ (ザバイカリエ地方)（ロシア語版）　178.5km
- ブルデナヤ（ロシア語版）川 - チェレンホヴォ（ロシア語版）　223.5km

これにかかった費用は1970年当時のお金で2.07億ルーブルであったと推測されている。この工事では、103本の橋をはじめとしてガソリンスタンドや保守用の建物なども建設された。その後、道路工兵旅団がチタ - ハバロフスク間(現：ロシア連邦道路R297)の道路建設のため移動したのちも工事は続けられ、1981年に大部分が開通した。